# Álgebra lineal numérica

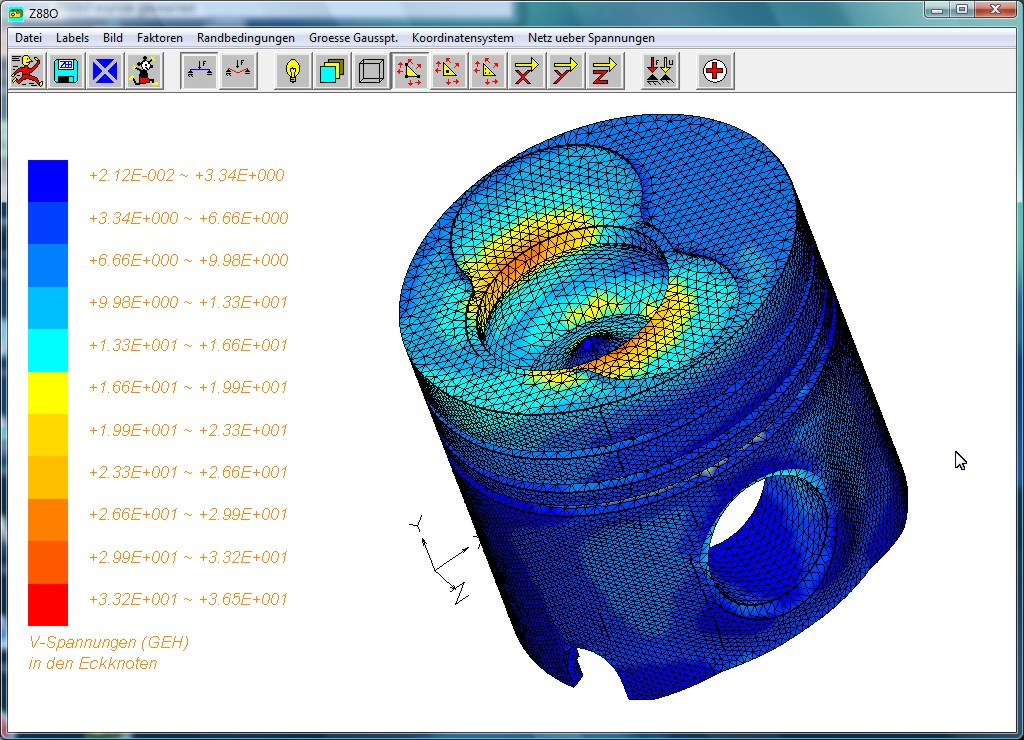
Estructura generada por FEM para el análisis de tensiones de la cabeza de un pistón de un motor de combustión interna alternativo.

El Álgebra lineal numérica es el estudio de algoritmos para realizar cálculos de álgebra lineal, en particular las operaciones con matrices, en las computadoras. A menudo es una parte fundamental de la ingeniería y los problemas de ciencias de la computación, tratamiento de señales, simulaciones en ciencias de materiales, la biología estructural, la minería de datos, y la bioinformática, la dinámica de fluidos, y muchas otras áreas. Este tipo de software depende en gran medida el desarrollo, análisis y aplicación de estado de los algoritmos de última generación para la solución de diversos problemas de álgebra lineal numérica, en gran parte por el papel de las matrices en diferencias finitas y métodos de elementos finitos.
Los problemas comunes en álgebra lineal numérica incluyen el cálculo de la siguiente: la factorización LU, Factorización QR, valores propios.